# Canichana jezik
Canichana jezik (ISO 639-3: caz; kanichana; kaničana), indijanski jezik kojim su govorili pripadnici plemena Canichana u Boliviji. Danas se vodi kao izolirani jezik koji su neki jezikoslovci klasificirali u vlastitu istoimenu porodicu canichana.
Etnička populacija iznosila je 583 (Adelaar 2000) po selima San Pedro Nuevo, Tejerias, Bambuses, Villa Chica i Toboso u općini San Javier.

## Vanjske poveznice
- Ethnologue (14th)
- Ethnologue (15th)